# Képzőművészeti Alap Kiadó Vállalata
Képzőművészeti Alap Kiadó Vállalata (Képzőművészeti Alap Kiadóvállalata) (nem hivatalos rövidítések: Képzőművészeti Alap Kiadó; Képzőművészeti Kiadó; Képzőművészeti K.), a cég neve hatályos 1954. április 1-jétől, székhely: Budapest.

## Története
„A kiadóvállalat a Népművelési Minisztérium határozatával 1954 április 1-jén alakult meg mint a Képzőművészeti Alap Kiadóvállalata. Jogelőd szerve a Művészeti Alkotások Nemzeti Vállalat volt, amely a Képcsarnok Vállalatra és a Képzőművészeti Alap Kiadóvállalatára vált szét. A szerv közvetlen felügyeleti szerveként a Magyar Népköztársaság Művészeti Alapját jelölték meg. 
Kiadványainak körét képezték: képzőművészeti könyvek és reprodukciók; illusztrált naptárak, képes levelezőlapok; egyéb művészeti tárgyú kiadványok, életrajzok. Műszaki retusmunkákat is és ügynöki tevékenységet is végzett, retusműterme 1958 óta működött. 1984 január 1-jétől a vállalat neve Képzőművészeti Kiadóra változott (teljes nevén: Képzőművészeti Kiadó, a Magyar Népköztársaság Művészeti Alapjának Leányvállalata). 
Legnagyobb volumenű profiljuk a levelezőlap-kiadás volt, ezen belül is a színes levelezőlapok. 
Kiemelkedő kereskedelmi és együttműködési partnerének számított az Offset Nyomda, a Kultúra Külkereskedelmi Vállalat, és a Piért Nagykereskedelmi Vállalat. A könyvkiadás tematikájában kiemelt szerepet kaptak a "kulturpolitikai célkitűzések," ami azt jelentette, hogy a kortárs magyar művészetet bemutatását preferálták. Leghíresebb sorozata a '"Mai magyar művészet" című monográfia-sorozat, amelynek darabjai: Mai magyar rajzművészet, Mai magyar iparművészet, Mai magyar szobrászat, Mai magyar festészet, Mai magyar gobelinek. 1996 február 1-jétől Képzőművészeti Kiadó Kft. néven működik.”

## Tevékenysége
Képzőművészeti (építészet, szobrászat, rajz, grafika, festészet) nyomtatott kiadványokat szerkesztett és forgalmazott a legkülönbözőbb műfajokban: kiállítási katalógusok; oktatási anyagok; szakirodalom; művészettörténeti irodalom. Idegenforgalmi értékek történelmi és kulturális bemutatására is vállalkozott. A külföldi képzőművészeti alkotások szakirodalmát magyarra fordította, s bemutatta a hazai közönségnek; magyar múzeumokat és magyar vagy Magyarországon található képzőművészeti alkotásokat közreadott idegen nyelvű szakirodalom kíséretében külföldiek számára. A Képművészeti Alap Kiadó Vállalata azon kiadók egyike, mely tevékenységének jelentős szerepe volt a képzőművészeti vizuális kultúra közvetítése területén. Jelentős vállalkozása volt - az ötvenes évek második felében létrehozott - RETUSMŰTEREM, amely a saját kiadványok nyomdai előkészítéséhez szükséges "amerikai retus" munkák elvégzése mellett, más kiadók megrendelésére  is retusált. A cég megalakulása utáni évben jelentkezett a: KÉPES LEVELEZŐLAP TÖRTÉNETE" című kiállításával, amelynek budapesti bemutatása után - az érdeklődésre alapozva - vándorkiállításként is elvitte, számos vidéki múzeumba, művelődési házba, könyvtárba, honvédségi körletekbe. A siker ösztönözte a Kiadó vezetését, hogy további kiállításokkal is jelentkezzen, amelyek már a tervezéskor, vándorkiállításnak készültek. Ilyen volt, a FESTÉSZETÜNK LEGSZEBB ALKOTÁSAI, A RAJZMŰVÉSZET MESTEREI, összesen: cca. 8-9 vándor anyag. Ezeken a helyszíneken, kulturális eseménynek számított egy-egy bemutató, amelyek némelyikét, olyan ismert emberek nyitották meg, mint a soproni kiállítások esetében Csatkai Endre, Kőszegen: Szövényi István, Budapesten: Pogány Ö. Gábor, Szolnokon: Kaposvári Gyula, és mások. A Képzőművészeti Kiadó részt vett a Szerencsen ma is látható Képes levelezőlap Múzeum megalapításának előkészítésében, amely Dr.Petrikovics László orvos, és műgyűjtő alapító ajándékából jött létre. Megrendezte a "100 ÉVES A KÉPES LEVELEZŐLAP" kiállítást - 1970-ben - a Műcsarnokban. Összefogta a képes levelezőlap gyűjtőket, és - időnként - rendezvények keretében adott szakmai tájékoztatást. Az első - magyarországi - megrendezéstől résztvevője volt, a Képzőművészeti Világhét eseményeinek. Rövid idővel, a megalakulása után, felkínálta a magyar vállalatoknak azt a lehetőséget, hogy cég-, és árupropaganadájukat, magyar alkotások nyomataival készített fali-, és asztali naptárakkal reklámozzák. Napjainkban többféle szakirányban nyitott a Képzőművészeti Kiadó profilja.

## Sorozataiból
- Az én múzeumom (1963–1984) sorozat szerk. Zádor Anna
- Képzőművészeti zsebkönyvtár (1958–1988)
- Magyar mesterek (1954–1963)[4]
- Magyar műemlékek[5] (1953–1977)
- Magyar művészettörténet[6] (1970–1971)
- Mai magyar iparművészet (1974–1977)[7]
- Mai magyar művészet (1971–1989) sorozat szerk. Dávid Katalin
- Mesterművek zsebkönyvtára (1964.)[8]
- Műemlékeink lásd Magyar Műemlékek
- A művészet kiskönyvtára (1955–1969)[9]
- Művészettörténet (1958–1971)
- A művészettörténet forrásai (1959–1964)
- A realizmus magyar mesterei (1953)[10]
- A turizmus kérdései (1997–2001)

## Folyóirataiból
- Az Iparművészeti Múzeum és a Hopp Ferenc Kelet-ázsiai Művészeti Múzeum évkönyve (1962)[11]
- Művészet : Magyar Képzőművészek és Iparművészek Szövetsége (1960–1990)[12]